# Vall Pèlis

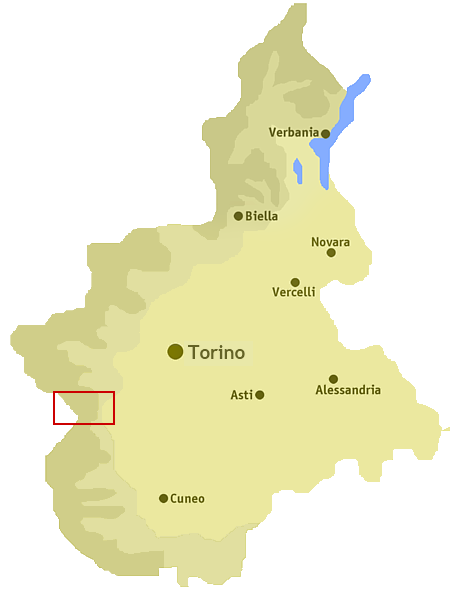
Situació de la Vall Pellice al Piemont

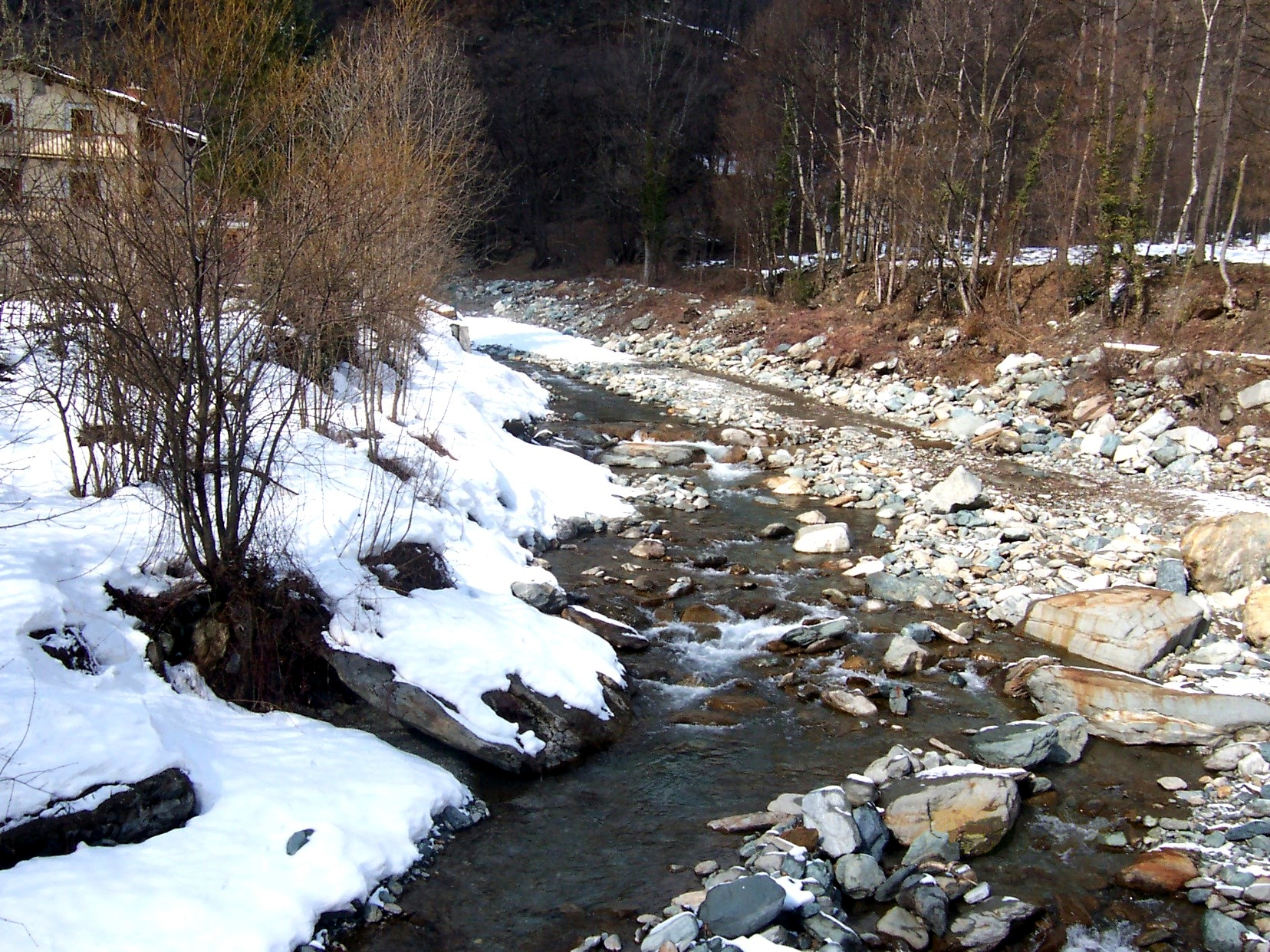
Torrent a la Vall Pellice

Vall Pèlis, coneguda antigament com a Vall Luserna, és una vall alpina situada a la província de Torí (Piemont), a la zona coneguda com a Valls Occitanes. Té una superfície de 293 km²i una població de 18.202 habitants.

## Geografia
És la més meridional de les valls de Torí, dins dels territoris dels Alps Cottians septentrionals, convergent amb el Monviso i banyada pel torrent Pellice. El fons de la vall és plana, on es troben els municipis de Bibiana i Bricherasio. Només es comunica amb França amb el Coll de la Croce.

## Municipis
Angruenha, Bibiana, Bobbio Pellice, Bricherasio, Luserna San Giovanni, Lusernetta, Rorà, Torre Pellice, Villar Pellice

## Cims
Els cims més importants de la vall són:
- Bric Bucie - 2.998 m
- Punta Cialancia - 2.855 m
- Punta Cornour - 2.868 m
- Monte Granero - 3.170 m
- Monte Palavas - 2.929 m

## Valls laterals
- Vallone di Rorà
- Vall d'Angrogna
- Comba dei Carbonieri
- Vall Luserna

## Història
S'ha trobat incisions rupestres a diversos llocs de la vall, i se sap que va estar habitada en el Neolític. Durant l'època dels romans va estar sota el domini del rei dels lígurs Marc Juli Cottius. Posteriorment fou habitant pels valdesos, i és una de les Valls Valdeses